# スティンガー (カクテル)
スティンガー（英語: Stinger）とは、ブランデーベースのカクテルである。
味は甘口であり、食後のカクテルとして代表的である。また、ナイト・キャップとして就寝前にもよく飲まれている。

## 概要
「スティンガー」は「（昆虫や動植物の）針」の意であるが、「風刺」、「皮肉を言う人」の意味もある。福西英三は「ペパーミントリキュールのシャープな味わいから名づけられたのではないか」と自著で推測している。
20世紀はじめにニューヨーク市の「コロニーレストラン」のバーテンダーが考案し、その店の名物カクテルとなった。その後、数々の映画や小説で採り上げられたことで知名度が高まった。

## レシピの例
国際バーテンダー協会によるレシピは以下の通り。
材料
- コニャック - 50ml
- クリーム・デ・メント - 20ml

作り方
1. ミキシンググラスに氷と材料を入れステアする。
2. マティーニグラスに注ぎ、ミントの葉を飾る。

従来はシェイクで作っていた。

## バリエーション
エメラルド
ホワイト・ペパーミントをグリーン・ペパーミントに変更する。
デビル
エメラルドにレッドペッパーの粉を振りかける。
スティンガー・オン・ザ・ロックス
ブランデーのオン・ザ・ロックに少量のホワイト・ペパーミントを加え、軽く混ぜる。
ホワイト・スパイダー
ブランデーをウォッカに変更する。ウォッカ・スティンガーとも呼ばれる。

## スティンガーの登場する作品
小説
- 007 ダイヤモンドは永遠に - 1956年のイアン・フレミングの小説。ジェームズ・ボンドとティファニー・ケイスが作中で飲む。
- 寒い国から帰ってきたスパイ - 1963年のジョン・ル・カレの小説。アレック・リーマスが作中で飲む。

ミュージカル
- カンパニー - ジョアンがウォッカ・スティンガーを飲む。そのシーンの楽曲が「有閑マダムの装い」。

テレビドラマ
- マッドメン - 2007年放送シーズン1 第12話「ニクソン vs. ケネディ」で登場。バカルディがスポンサーだったのでバカルディのラム酒を使ったスティンガーが登場する。

映画
- 気まぐれ天使 - 1947年の映画。天使ダドリーがスティンガーをランチのときに注文する。
- 大時計 - 1948年の映画。ジョージ・ストロードが通常のスティンガーより緑色な飲み物をバーで注文する。
- 孤独な場所で - 1950年の映画。チャーリー・ウォーターマンがバーで注文する。
- 上流社会 - 1956年の映画。C・K・デクスター＝ヘヴンがランチのときに注文する。
- よろめき休暇 - 1957年の映画。アンディが注文する。
- アパートの鍵貸します - 1960年の映画。ジョー・ドービッシュがバーにいたブロンド美女（演：ジョイス・ジェイムソン）を口説くときに注文する。
- 007/サンダーボール作戦 - 1965年の映画。
- 007/ダイヤモンドは永遠に - 1971年の映画。
- シャンプー - 1975年の映画。ジル（演：ゴールディ・ホーン）が「スティンガーを飲んでる」という台詞にジョニー（演：トニー・ビル）が「ディナー前なのに？」と返すシーンがある。
- ゴーリキー・パーク - 1983年の映画。アルカージー・レンコ大尉がスティンガーを注文するが、ウィリアム・カーウィルが「スティンガーは評判が悪い」と言う。